# Холм (Тверське князівство)
Холм або Красний Холм — у 14-15 століттях місто, столиця удільного Холмського князівства у складі Великого князівства Тверського. Нині село у Зубцовському районі Тверської області, входить до складу Княжогорського сільського поселення РФ.

## Історія
Село розташоване за 5 км на північний захід від центру села Княжі Гори (Тверська область) та за 39 км на схід від районного центру Зубцова.
У 14—15 століттях було містом Холм — столицею удільного Холмського князівства (1319 – 1508), лену Великого князівства Тверського, що з 1398 року мав своїх удільних князів.
У 1830 року у селі було побудовано кам'яна Христо-Різдвяна церква з двома престолами.
Наприкінці XIX — на початку XX століття село було центром Краснохолмської волості Зубцівського повіту Тверської губернії.
1897 року налічувалось 576 мешканців.
З 1929 року село було центром Красно-Холмської сільради Погорільського району Ржевського округу Західної області, з 1935 року — у складі Калінінської області, з 1960 року — у складі Княжогорської сільради Зубцівського району.